# Espen Christensen
Espen Christensen, né le 17 juin 1985 à Stavanger, est un joueur de handball norvégien professionnel évoluant au poste de gardien de but.

## Palmarès

### En sélection
Championnats du monde
- finaliste au championnat du monde 2017 en France
- finaliste au championnat du monde 2019 au Danemark et en Allemagne
- 6e place au championnat du monde 2021 en France

Championnats d'Europe
- 4e place au  championnat d'Europe 2016
- 7e place au  championnat d'Europe 2018
- médaille de bronze au championnat d'Europe 2020